# Листовой пирог

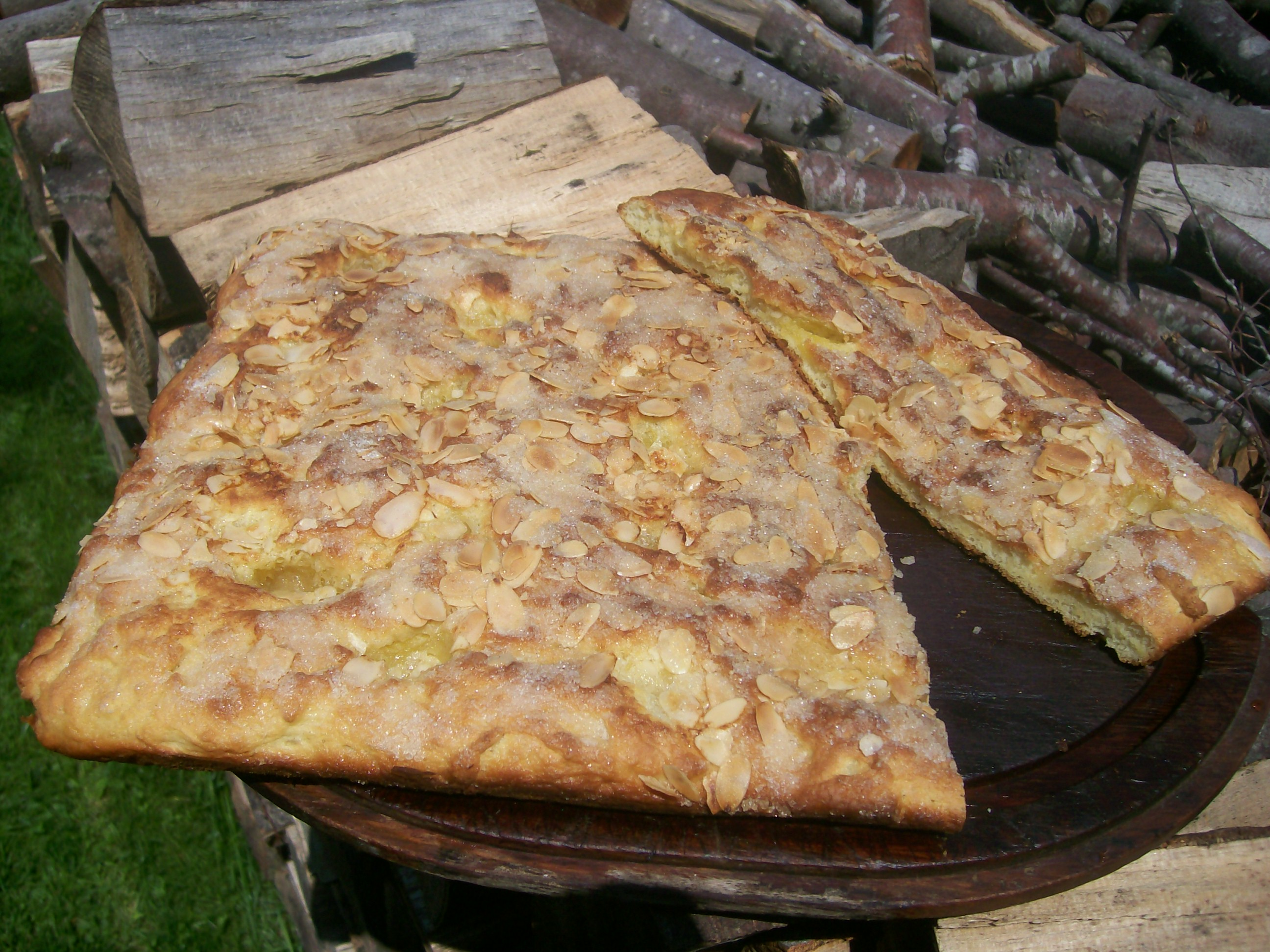
Немецкий масляный пирог с миндальными лепестками

Листовой пирог (бле́йкухен, нем. Blechkuchen — букв. «пирог на противне») — разновидность типичных немецких открытых пирогов, представляет собой плоский пирог, выпекаемый на противне. В отличие от пирогов и тортов в формах для выпечки, листовые пироги, занимающие всю площадь противня, больше соответствуют немецким представлениям об экономном ведении хозяйства. По традиции крестьяне выпекали листовые пироги в общих деревенских печах или относили готовые для выпечки противни к булочнику, чтобы он поставил их в раскалённую после хлеба печь. В современных немецких булочных также можно заказать листовой пирог на вынос.
Немецкие листовые пироги обычно готовят на дрожжевом или песочном тесте, поверх которого на противне выкладывают начинку: сладкую (кондитерская крошка, миндаль, фрукты и продукты их переработки, заварной крем на крахмале, мак или творог) или пикантную (овощи, мясо или сыр). Наиболее известные сладкие листовые пироги на дрожжевом тесте — айершекке, яблочный, сливовый, ревеневый, биненштих, шмандкухен, масляный, штрейзельный, а пикантные — луковый, со шпигом и листовая пицца. На сдобном тесте на противне выпекают «дунайские волны», «розовый букет», фунтовый кекс. Готовый листовой пирог разрезают на порционные кусочки прямоугольной формы после полного остывания, чтобы получить ровный край. О том, как правильно порезать прямоугольный листовой пирог по количеству едоков, чтобы каждому достался любимый кусочек (с боковой корочкой или без), в Германии составляют математические задачи.